# Opančarska igla
Opančarska igla je pomoćna alatka ili pripada priboru za šivenje kožne galanterije, obuće, odeće, kaiševa. Koristi je još tapetari, a nekada su je koristili i u kožnoj industriji u sedlarnicama. Igla je kriva i pravi se u različitim dužinama i debljinama. U njih su udenjivali tanke konce (meke) provučene kroz vosak. Početne rupe su pravili tankim šilom. A radnici su koristili naprstak da bi olakšali rad i povećali učinak.